# 비활성화 백신
비활성화 백신(inactivated vaccine 또는 불활성화백신) 또는 사백신(死vaccine, killed vaccine)은 생백신을 사용하였을 때 면역력이 저하된 사람에게는 오히려 질병을 유발할 수 있기 때문에 생겨났다. 병원체를 배양한 후 열이나 화학 약품 또는 세포분획법으로 처리하여 비활성화시킨 백신으로 면역력이 약한 사람에게도 안전하게 사용할 수 있지만 면역 반응이 약하여 여러번 접종을 해야한다. 그러나 이러한 단계적인 접근방식은 한편으로는 면역반응을 저수준부터 고수준으로 순차적으로 적용할 수 있다는 장점도 있다.

## 비활성화백신
비활성화백신(非活性化vaccine) 또는 불활성화백신(不活性化vaccine)은  불활성화시킨 미생물을 사용하는 백신 또는 가열하거나 포르말린 따위로 약품 처리 하여 면역 능력은 없어지지 않게 하면서, 병을 일으키는 독소는 없앤 백신이다. 일본 뇌염, 소아마비 따위의 백신이 이에 속한다.

## 단백질백신
한편 세포분획법의 대표적인 예로는 원심력을 이용하여 세포 내 구성 요소를 분리하는 방법이 있다. 이러한 다양한 방법으로 세포분획된 단백질은 서브유닛(subunit)으로 영역별로 단백질백신 역할의 목표로 설정되기도 한다.

## 초원심 세포분획법
초원심 세포분획법은 초원심력을 이용하여 세포 내 성분을 분리하는 방법이다. 각 성분의 침전 속도 차에 따라 관의 하부에는 침강물이 레이어(layer)를 이루어 쌓이고 상부에서는 구성 요소가 분리된다.

## 같이 보기
- 바이러스 벡터 백신
- RNA 백신

## 참고 문헌
- 천재교육, “고등학교 과학”, p271, 2011
- (우리말샘) 세포분획법, 초원심 세포분획법,사백신,불활성화백신 등